# Ghost Reveries
Ghost Reveries – ósmy studyjny album szwedzkiej grupy Opeth, a zarazem pierwszy album tego zespołu wydany przez wytwórnię Roadrunner Records. Był to pierwszy album nagrany z Perem Wibergiem jako członkiem grupy (współpracował z zespołem od płyty Deliverance), jak również ostatni nagrany z udziałem Petera Lindgrena i Martina Lopeza.
Płyta ukazała się w Europie 29 sierpnia 2005 roku i dzień później w Ameryce Północnej. Ghost Reveries nagrywane było w Fascination Street Studios w Örebro (Szwecja). Okładkę albumu, podobnie jak poprzednie, zaprojektował Travis Smith. Materiał promował teledysk do utworu "The Grand Conjuration" w reżyserii Billa Yukicha. W obrazie w zastępstwie za Martina Lopeza wystąpił Gene Hoglan. Nagrania dotarły do 64. miejsca listy Billboard 200 w Stanach Zjednoczonych sprzedając się w nakładzie 15 tys. egzemplarzy w przeciągu tygodnia od dnia premiery.
27 października 2006 roku ukazała się dwupłytowa specjalna reedycja zawierająca m.in. 40-minutowy film dokumentalny prezentujący etapy nagrywania płyty i scenki z trasy koncertowej, teledysk do "The Grand Conjuration", bonusowy utwór "Soldier of Fortune" (cover Deep Purple) oraz dodatkowo Ghost Reveries w wersji 5.1 Surround Sound.
Album Ghost Reveries w październiku 2006 roku w rankingu 100 najlepszych gitarowych albumów wszech czasów magazynu "Guitar World" został sklasyfikowany na miejscu 54, wyprzedzając m.in. Dirt Alice in Chains czy Human Death.

## Lista utworów
Opracowano na podstawie materiału źródłowego.
| Nr | Tytuł utworu               | Słowa            | Muzyka           | Długość |
| -- | -------------------------- | ---------------- | ---------------- | ------- |
| 1. | „Ghost of Perdition”       | Mikael Åkerfeldt | Mikael Åkerfeldt | 10:29   |
| 2. | „The Baying of the Hounds” | Mikael Åkerfeldt | Mikael Åkerfeldt | 10:41   |
| 3. | „Beneath the Mire”         | Mikael Åkerfeldt | Mikael Åkerfeldt | 7:57    |
| 4. | „Atonement”                | Mikael Åkerfeldt | Mikael Åkerfeldt | 5:20    |
| 5. | „Reverie/Harlequin Forest” | Mikael Åkerfeldt | Mikael Åkerfeldt | 12:39   |
| 6. | „Hours of Wealth”          | Mikael Åkerfeldt | Mikael Åkerfeldt | 5:20    |
| 7. | „The Grand Conjuration”    | Mikael Åkerfeldt | Mikael Åkerfeldt | 10:21   |
| 8. | „Isolation Years”          | Mikael Åkerfeldt | Mikael Åkerfeldt | 3:51    |
|    |                            |                  |                  | 1:06:38 |

| Edycja rozszerzona | Edycja rozszerzona                       | Edycja rozszerzona | Edycja rozszerzona | Edycja rozszerzona |
| Nr                 | Tytuł utworu                             | Słowa              | Muzyka             | Długość            |
| ------------------ | ---------------------------------------- | ------------------ | ------------------ | ------------------ |
| 1.                 | „Ghost of Perdition”                     | Mikael Åkerfeldt   | Mikael Åkerfeldt   | 10:29              |
| 2.                 | „The Baying of the Hounds”               | Mikael Åkerfeldt   | Mikael Åkerfeldt   | 10:41              |
| 3.                 | „Beneath the Mire”                       | Mikael Åkerfeldt   | Mikael Åkerfeldt   | 7:57               |
| 4.                 | „Atonement”                              | Mikael Åkerfeldt   | Mikael Åkerfeldt   | 5:20               |
| 5.                 | „Reverie/Harlequin Forest”               | Mikael Åkerfeldt   | Mikael Åkerfeldt   | 12:39              |
| 6.                 | „Hours of Wealth”                        | Mikael Åkerfeldt   | Mikael Åkerfeldt   | 5:20               |
| 7.                 | „The Grand Conjuration”                  | Mikael Åkerfeldt   | Mikael Åkerfeldt   | 10:21              |
| 8.                 | „Isolation Years”                        | Mikael Åkerfeldt   | Mikael Åkerfeldt   | 3:51               |
| 9.                 | „Soldier Of Fortune” (cover Deep Purple) |                    |                    | 3:28               |
|                    |                                          |                    |                    | 1:10:06            |

| Bonus DVD | Bonus DVD                                                 | Bonus DVD |
| Nr        | Tytuł utworu                                              | Długość   |
| --------- | --------------------------------------------------------- | --------- |
| 1.        | „Beyond Ghost Reveries (A Documentary)”                   | 38:01     |
| 2.        | „Ghost Of Perdition” (5.1 Mix)                            | 10:29     |
| 3.        | „The Baying Of The Hounds” (5.1 Mix)                      | 10:41     |
| 4.        | „Beneath The Mire” (5.1 Mix)                              | 7:57      |
| 5.        | „Atonement” (5.1 Mix)                                     | 6:28      |
| 6.        | „Reverie/Harlequin Forest” (5.1 Mix)                      | 11:39     |
| 7.        | „Hours Of Wealth” (5.1 Mix)                               | 5:20      |
| 8.        | „The Grand Conjuration” (5.1 Mix)                         | 10:21     |
| 9.        | „Isolation Years” (5.1 Mix)                               | 3:51      |
| 10.       | „The Grand Conjuration (The Director's Cut Of The Video)” | 5:06      |
|           |                                                           | 1:49:53   |

## Twórcy
Opracowano na podstawie materiału źródłowego.
| Zespół Opeth w składzie - Mikael Åkerfeldt – wokal prowadzący, gitara, instrumenty klawiszowe - Peter Lindgren – gitara - Per Wiberg – instrumenty klawiszowe - Martin Mendez – gitara basowa - Martin Lopez – perkusja, instrumenty perkusyjne |  | Inni - Jens Bogren – produkcja muzyczna, inżynieria dźwięku, miksowanie, mastering - Pontus Olsson – inżynieria dźwięku, miksowanie - Rickard Bengtsson – realizacja nagrań - Anders Alexandersson – realizacja nagrań - Niklas Källgren – realizacja nagrań - Thomas Eberger – mastering - Travis Smith – oprawa graficzna - Anthony Sorrento – oprawa graficzna |

## Pozycje na listach
| Lista                   | Kraj              | Pozycja |
| ----------------------- | ----------------- | ------- |
| OLiS                    | Polska            | 39      |
| Billboard 200           | Stany Zjednoczone | 64      |
| Suomen virallinen lista | Finlandia         | 10      |
| Sverigetopplistan       | Szwecja           | 9       |
| ARIA Charts             | Australia         | 35      |
| VG-Lista                | Norwegia          | 21      |
| Oricon                  | Japonia           | 263     |
| MegaCharts              | Holandia          | 38      |